# Ailuronyx trachygaster
Ailuronyx trachygaster е вид влечуго от семейство Геконови (Gekkonidae). Видът е световно застрашен, със статут Уязвим.

## Разпространение
Разпространен е в Сейшели.

## Описание
Популацията на вида е стабилна.